# Система фильтрационных лагерей в Чечне
Фильтрационные лагеря (пункты) в Чечне использовались российскими войсками для массового интернирования во время первой (1994—1996), а затем второй (1999—2003) чеченских войн.

## Фильтрационная система
Термин «фильтрационный пункт» появился снова во время Первой чеченской войны как название для объектов, созданных для содержания лиц, задержанных федеральными войсками в ходе операции по восстановлению конституционного порядка на территории Чечни. В ходе Второй чеченской войны некоторые лагеря получили статус следственных изоляторов, подчинённых Министерству юстиции, но с неясным правовым статусом и без видимых оснований в Уголовном кодексе Российской Федерации.
По данным российской правозащитной организации «Мемориал», по самым скромным подсчетам, общее число прошедших через «фильтрационные пункты» достигает не менее 200 тысяч человек (из населения Чечни на момент начала боевых действий менее одного миллиона), из которых «практически все» подверглись избиениям и пыткам, а некоторые были казнены без суда и следствия. По данным «Мемориала», цель системы «фильтрации» в Чечне, помимо того, что она является частью общей системы государственного террора по подавлению и запугиванию населения, заключалась в создании сети информаторов путем насильственной вербовки, и характеризовалась её неизбирательностью, то есть произвольными арестами и массовыми задержаниями невинных людей.
В октябре 2000 года организация Human Rights Watch (HRW) опубликовала свой 99-страничный доклад «Добро пожаловать в ад», о том, как российскими войсками были задержаны тысячи чеченцев, при этом многие без каких бы то ни было доказательств правонарушений. Охранники центров содержания под стражей систематически избивали чеченских заключённых, некоторые из которых также подвергались изнасилованиям или другим формам пыток. Большинство из них были освобождены только после того, как их семьи заплатили крупные взятки российским чиновникам. HRW отметила, что, несмотря резолюцию Комиссии ООН по правам человека, призывающую Россию срочно создать национальную комиссию по расследованию, которая установила бы ответственность за злоупотребления, российские власти не допускают «любых заслуживающих доверия и прозрачных усилий по расследованию этих нарушений и привлечению виновных к ответственности».
Чеченцы, у которых нет надлежащих документов, удостоверяющих личность, у которых фамилия совпадает с каким-нибудь боевиком, у которых, как считается, есть родственники, являющиеся боевиками, или которые просто «выглядят» как боевики, по-прежнему ежедневно подвергаются задержанию и насилию в своих домах или на сотнях контрольно-пропускных пунктов Чечни. Многие «исчезают» на месяцы, поскольку российские чиновники держат их в одиночном заключении без связи с внешним миром. Некоторых освобождают, когда родственники дают взятку. Другие никогда не возвращаются… Чеченцев так часто задерживают на контрольно-пропускных пунктах в пределах Чечни и вдоль границ Чечни с другими частями России, что многие из них пытаются вообще избежать поездок, даже когда им нужно бежать от активных боевых действий… Мужчины регулярно подвергаются избиениям во время содержания под стражей и часто подвергаются насмешкам и угрозам. Иногда после задержания женщины подвергались изнасилованию на контрольно-пропускных пунктах… Российские войска обычно собирали и задерживали группы чеченских мужчин в населённых пунктах в ходе «зачисток» или операций по изгнанию или задержанию повстанцев и их пособников. Российские войска также проводят обыски и обыски домов после партизанских засад или других нападений. В некоторых случаях, когда российские должностные лица искали подозреваемых, мужское население целых сёл окружалось, вывозилось на пустыри и подвергалось избиениям. Особенно жестоко относятся к тем, кого задерживают в ходе операций по зачистке: российские войска безжалостно избивают их, иногда до смерти, а других казнят без суда и следствия.

## Фильтрационные пункты во Второй чеченской войне
Одним из основных и наиболее известных фильтрационных лагерей в Чечне был чернокозовский СИЗО, созданный в бывшей тюрьме в 1999 году. В 2000 году организацией Amnesty International были выявлены следующие фильтрационные лагеря: следственный изолятор в Кади-Юрте, импровизированный следственный изолятор в школе Урус-Мартана, другие импровизированные лагеря в различных местах Чечни, среди которых фруктовый склад в Толстой-Юрте, на птицефабрике и в подвале кафе «Чекер» в Чири-Юрте, а также в Грозном. Объекты за пределами Чечни включали тюремную больницу и СИЗО в Пятигорске (Ставропольский край).
По данным «Мемориала», к другим фильтрационным пунктам относился так называемый «Титаник», располагавшийся между сёлами Аллерой и Центарой — место исчезновения многих людей. Незаконные тюрьмы создавались в местах дислокации воинских частей или специальных подразделений Министерства внутренних дел, и содержащиеся в них заключённые нигде официально не регистрировались. Самая крупная и самая известная из них находилась на военной базе в Ханкале, где в вырытых в земле ямах содержалось много пленных. Кроме того, в ходе многочисленных специальных операций по «зачистке» в открытом поле или в заброшенных помещениях на окраинах городов и сёл создавались временные фильтрационные лагеря.
В 2006 году российские правозащитные группы подготовили документальные доказательства о тайном пыточном центре в подвале бывшей школы для глухих детей в Октябрьском районе Грозного, который якобы использовался подразделением российского ОМОНа, квартировавшимся неподалеку, в начале 2000-х годов, чтобы содержать, пытать и убивать сотни людей, чьи тела затем разбрасывали по Чечне. Сергей Лапин был осуждён в 2005 году за пытки студента Зелимхана Мурдалова, одного из «исчезнувших», который по-прежнему числится пропавшим без вести. Активисты заявили, что они собрали доказательства как раз вовремя, потому что подвал был разрушен с явной целью сокрытия следов.